# Lubec
Lubec é uma vila localizada no estado americano do Maine, no condado de Washington. Foi incorporada em 1811. É o ponto mais oriental do território continental dos Estados Unidos. Possui pouco mais de mil habitantes, de acordo com o censo nacional de 2020.

## Geografia
De acordo com o Departamento do Censo dos Estados Unidos, a vila tem uma área de 203 km², dos quais 86,1 km² estão cobertos por terra e 116,9 km² por água (57,6%).

## Demografia

### Censo 2020
Segundo o censo nacional de 2020, a sua população é de 1 237 habitantes e sua densidade populacional de 14,4 hab/km². Houve uma redução populacional na última década de -9,0%.
Possui 1 118 residências que resulta em uma densidade de 13,0 residências/km² e uma redução de -2,5% em relação ao censo anterior. Deste total, 42,8% das unidades habitacionais estão desocupadas. A média de ocupação é de 1,9 pessoas por residência.
Existem 720 famílias e 12,6% da população não possui cobertura de plano de saúde. A renda familiar média é de 40 938 dólares, a taxa de emprego é de 47,2% e 32,9% dos habitantes possuem diploma de nível superior.

## Marcos históricos
A relação a seguir lista as 7 entradas do Registro Nacional de Lugares Históricos em Lubec. O primeiro marco foi designado em 4 de julho de 1980 e o mais recente em 7 de fevereiro de 2007, a Chaloner House.
- Chaloner House
- Daniel Young House
- Jeremiah Fowler House
- Lubec Channel Light Station
- McCurdy Smokehouse
- West Quoddy Head Light Station
- West Quoddy Lifesaving Station